# John Moore (aartsbisschop van Canterbury)
John Moore (Gloucester, Gloucestershire, 26 april 1730 - Lambeth, Surrey, 18 januari 1805), was aartsbisschop van Canterbury van 1783 tot 1805.

## Biografie
Moore studeerde aan Pembroke College, Oxford (1745-1751). Na zijn priesterwijding was hij enige tijd huisleraar van de jongste zonen van de Charles Spencer, 3e hertog van Marlborough (1733-1758). Na geruime tijd als geestelijke verbonden te zijn geweest aan verschillende parochies, werd hij in 1771 deken van de Kathedraal van Canterbury. Na de dood van bisschop John Ewer van Bangor in 1774 werd Moore in diens plaats gekozen.
Op 30 april 1786 werd Moore gekozen tot aartsbisschop van Canterbury. Hij volgde hiermee de overleden Frederick Cornwallis op. Hij was een pleitbezorger van missie (zending) en zondagsscholen. Hij overleed op 18 januari 1805 in Lambeth Palace, de officiële residentie van de aartsbisschop van Canterbury. Hij werd bijgezet in de kerk van St. Mary-at-Lambeth. Tijdens werkzaamheden aan de kerk in 2017 (sinds 2002 herbergt de kerk een museum) werden een aantal sarcofagen van aartsbisschoppen ontdekt, waaronder die van Moore.